# Le Martyre de sainte Ursule
Le Martyre de sainte Ursule (en italien : Martirio di sant'Orsola) est un tableau de Caravage peint en 1610 et conservé au palais Zevallos Stigliano à Naples (collection Banca Intesa). Il s'agit de la dernière œuvre documentée du peintre.

## Historique
Exécutée en 1610 pour le prince Marcantonio Doria, fils du doge Agostino Doria de Gênes, cette œuvre est commandée par l'entremise de Lanfranco Massa, son représentant à Naples, probablement en hommage à la belle-fille du Génois nommée sœur Ursule. Elle est terminée juste avant le retour de Caravage à Rome ; expédiée de Naples le 27 mai 1610 par la felouque Santa Maria di Porto Salvo, elle arrive à Gênes le 18 du mois suivant, soit un mois avant la mort de l'artiste. Conservée au Palazzo Doria d'Angri allo Spirito Santo de Gênes, elle est transférée au XIXe siècle dans une résidence de la famille Doria, la villa Romano Avezzano à Eboli. 
Malgré ses moyens importants, le prince Doria doit se montrer très combatif pour obtenir cette commande qu'il souhaitait passer à Caravage, car l'artiste est extrêmement sollicité par de nombreux collectionneurs et amateurs d'art d'avant-garde.
Le Martyre de sainte Ursule est redécouvert en 1954-1955 par Ferdinando Bologna, alors jeune fonctionnaire du ministère de l'éducation nationale italien. Mais lorsqu'il demande l'avis de Roberto Longhi, dont il était un des élèves, celui-ci rejette dans une façon virulente l'hypothèse d'une œuvre de Caravage de la période napolitaine, envisageant p la suite lutôt le mantouan Bartolomeo Manfredi. Néanmoins Bologna n'a pas baissé le bras, quoique l'éminent historien de l'art Raffaello Causa, lui aussi élève de Longhi et fonctionnaire ministériel, ait par la suite attribué la toile à Mattia Preti. L'attribution à Caravage n'est définitivement reconnue que dans les années 1980, à la suite de la découverte, par le philologue Giorgio Fulco, d'un document d'archive qui avalise l'opinion de Bologna et de Mina Gregori laquelle en 1974 avait elle aussi avancé l'hypothèse d'une œuvre de Michelangelo Merisi. Entre-temps le tableau est acquis comme étant un œuvre de Mattia Preti par la filiale napolitaine de la Banca Commerciale Italiana en 1973. À la suite d'une série de fusions et d'acquisitions actuellement le tableau, qui est toujours à Naples, appartient à Intesa Sanpaolo.

## Description
Cette scène hagiographique chrétienne est issue de  La Légende dorée de Jacques de Voragine : Ursule, fille du roi de Bretagne, martyrisée par les Huns à Cologne, est placée à droite dans la composition ; son bourreau armé d'un arc à gauche est à l'origine de la flèche plantée dans le torse de la sainte, qui penche la tête pour contempler sa blessure mortelle d'où jaillit le sang. Le manteau rouge sous l'armure du guerrier constitue le pendant visuel du drapé rouge que revêt la sainte, sur un fond d'un noir absolu.

« Avec son chapeau à plumes et sa cuirasse ornementée, l'assassin est clairement désigné comme le prince courroucé de la légende. Tranchant sur le fond sombre, le rouge flamboyant de la tunique princière et de la cape de la sainte unit irrévocablement le prétendant déçu et sa promise. »

— Catherine Puglisi
Deux personnages, placés légèrement en arrière-plan, escortent sainte Ursule : seuls leurs visages émergent partiellement de l'ombre profonde. Un dernier personnage se tient à droite, presque sorti du cadre du tableau, un soldat en armure qui avance le bras comme pour protéger Ursule. La figure du peintre peut être reconnue dans celle du personnage derrière Ursule.

## Analyse

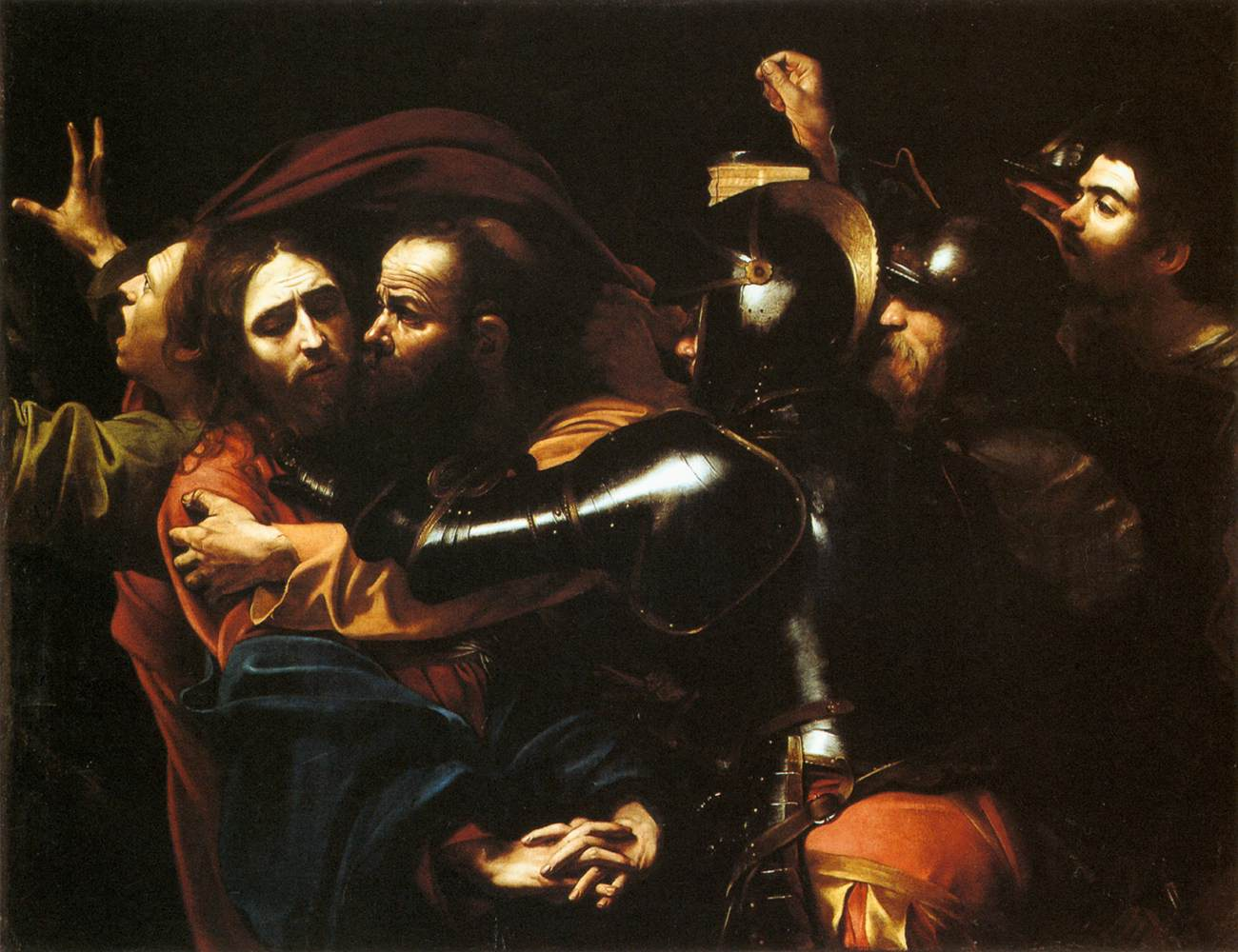
L'Arrestation du Christ, v. 1602, National Gallery of Ireland, Dublin.

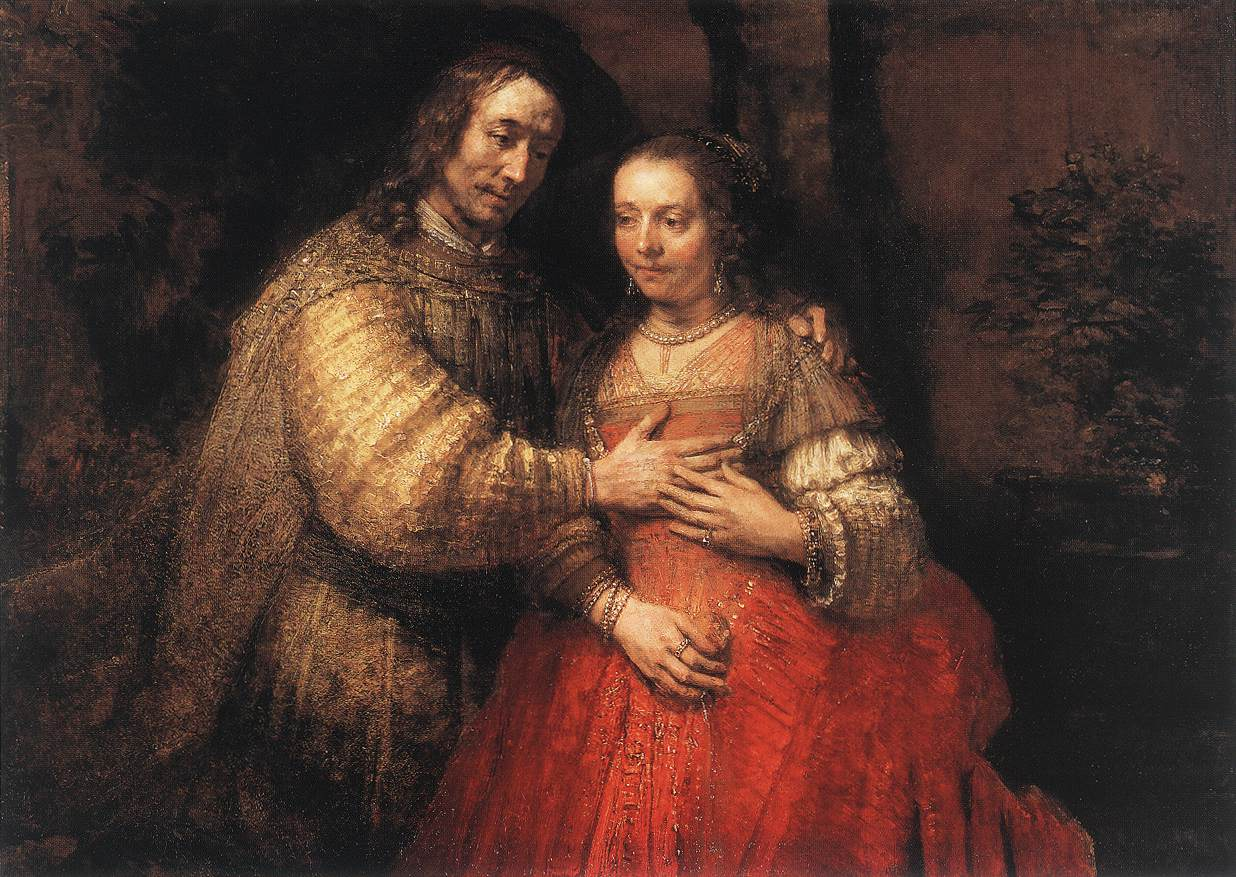
Rembrandt, La Fiancée juive, v. 1665, Rijksmuseum.

Caravage rend cette scène inhabituellement intime entre la martyre et son bourreau, le thème ayant été depuis longtemps traité par de grands peintres qui montraient toujours Ursule avec son cortège de 10 000 vierges (ou 10 suivant l'interprétation des textes). Au contraire, Caravage se concentre comme à son habitude sur un petit nombre de personnages : cinq en tout. Le tableau est peint avec une touche libre et rapide, et la capacité de l'artiste à réduire son propos et sa palette à l'essentiel est déjà annonciatrice du Rembrandt de la maturité.
Caractéristique de la dernière manière du Caravage, avec une palette restreinte et sans dessin continu, l'œuvre s'apparente à un non-style. Les radiographies ont révélé qu'elle résulte d'un simple canevas narratif, ainsi que d'autres de l'artiste, comme ceux des compositeurs baroques tardifs ou des compositeurs de jazz qui improvisent en jouant, un modus operandi qui n'a pas d'émules au XVIIe siècle.
La présence d'un autoportrait de Caravage au sein des figures de ses tableaux n'est pas inédite ; mais celui du Martyre de sainte Ursule est particulièrement proche d'un autre que l'on peut voir dans un tableau réalisé quelques années plus tôt (vers 1602), L'Arrestation du Christ, ce qui a souvent mené à des commentaires sur la volonté allégorique de l'artiste. Dans une même atmosphère de nuit profonde, le Christ y est également cerné par des soldats en armure noire et luisante ; et sur la droite, en léger arrière-plan, le visage de Caravage apparaît dans une lumière vacillante, le menton levé en témoin attentif de la scène. José Frèches voit dans cette présence la preuve d'un sentiment de culpabilité qui devait l'habiter. D'autres auteurs rapprochent cette scène tragique de la fin imminente de l'artiste lui-même, y voyant comme une mise en scène prémonitoire.